# Rödahavssvala
Rödahavssvala (Petrochelidon perdita) är en fågel i familjen svalor inom ordningen tättingar.

## Utseende
Arten är endast känd från typexemplaret, en 15 cm lång fågel med stålblå hjässa, svartaktigt på panna, tygel, strupe och övre delen av bröstet samt begränsat med vitt på hakan och grå övergump. Den liknar mest kapsvalan, men denna saknar den svartaktiga strupen och har roströd övergump.

## Utbredning och status
Det råder stora oklarheter kring fågelns existens;  den är enbart känd från typexemplaret som hittats död vid en fyr utmed Röda havet i östra Sudan. IUCN placerar den därför i hotkategorin kunskapsbrist.